# Notkero Bálbulo
Notkerus Balbulus, Notker Balbulus o también Notker de San Galo (ca. 840 - 912) fue un monje de la Abadía de San Galo, poeta y compositor de música. Su nombre Balbulus es un apodo que significa "el Tartamudo".

## Obra
Es uno de los poetas litúrgicos más importantes de la Edad Media. Introdujo en Alemania un nuevo tipo de lírica religiosa llamada secuencia, innovando en la manera de separar las sílabas latinas para cantarlas (ver canto gregoriano). Además escribió la Gesta Caroli Magni, una crónica sobre los acontecimientos de la Francia de su tiempo que, junto con la crónica de Eginardo, es fuente invaluable de datos sobre dicho período. Se le adscriben además otros muchos trabajos, aunque no se tiene certeza de su autoría en todos ellos.  En la Edad Media se le atribuía, por ejemplo, el himno Media Vita, de manera errónea. Fue beatificado el año 1512 por Julio II.

### Composiciones
Entre otras una colección de secuencias, de ellas, las conocidas: 
- Laudes Deo concinat orbi (Que el mundo cante alabanzas al Señor) (año 860), recopiladas en el Liber Ymnorum.

- Psallat ecclesia ("Que cante la iglesia") de su Sequentia recogida en el Liber Usualis y en el Liber Ymnorum.

- Sancti Spiritus assis nobis gratia ("Que la gracia del Espíritu Santo esté con nosotros") para Cluny.
- Natus ante secula, para la Navidad

## Códices
- Sequentia.

- Martiligio, Codice Sangaliensis 456. "Codices Electronici Sangallenses”, Stiftsbibliothek St. Gallen; Códices Electrónicos Sangallenses - Biblioteca virtual S. Gall. aprox. 896.